# Валер'янівка (Лозівський район)
Валер'янівка (до 2025 — Валер'яновка) — село в Україні, у Близнюківській селищній громаді Лозівського району Харківської області. Населення становить 133 осіб. До 2020 орган місцевого самоврядування — Острівщинська сільська рада.

## Географія
Село Валер'янівка знаходиться за 3 км від села Серафимівка і за 4 км від села Острівщина.
Село розташоване на схилі невеликої балки, по якій протікає пересихаючий струмок з декількома загатами.

## Історія
- 1902 — дата заснування.
- Село постраждало внаслідок геноциду українського народу, проведеного урядом СРСР в 1932—1933 роках, кількість встановлених жертв — 35 людей[1].
- 12 червня 2020 року, відповідно до Розпорядження Кабінету Міністрів України № 725-р «Про визначення адміністративних центрів та затвердження територій територіальних громад Харківської області», село увійшло до складу Близнюківської селищної громади.[2]
- 19 липня 2020 року, в результаті адміністративно-територіальної реформи та ліквідації Близнюківського району, увійшло до складу Лозівського району Харківської області.[3]
- 05 червня 2025 року відповідно до Постанови Верховної Ради України № 4483-IX село Валер'яновка було перейменовано на село Валер'янівка. Постанова набула чинності 18 червня 2025 року[4].

## Економіка
- В селі є молочно-товарна ферма, машинно-тракторні майстерні.